# 1318 Nerina
Nerina (asteróide 1318) é um asteróide da cintura principal com um diâmetro de 13,02 quilómetros, a 1,8387738 UA. Possui uma excentricidade de 0,2033276 e um período orbital de 1 280,75 dias (3,51 anos).
Nerina tem uma velocidade orbital média de 19,6050741 km/s e uma inclinação de 24,64824º.
Esse asteróide foi descoberto em 24 de Março de 1934 por Cyril Jackson.